# Daniel Berthelot

Daniel Berthelot.

Daniel Berthelot, född den 8 november 1865 i Paris, död där den 8 mars 1927, var en fransk fysiker. Han var som till Marcellin Berthelot samt  bror till André, Philippe och René Berthelot.
Berthelot blev 1902 professor i fysik vid École supérieure de pharmacie i Paris och gjorde sig bland annat känd genom en ny metod att mäta höga temperaturer samt genom studier rörande de ultravioletta ljusstrålarnas kemiska aktivitet. Han tilldelades Jeckerpriset 1898 och blev 1919 ledamot av Académie des sciences. 